# Вантажний трамвай Санкт-Петербурга

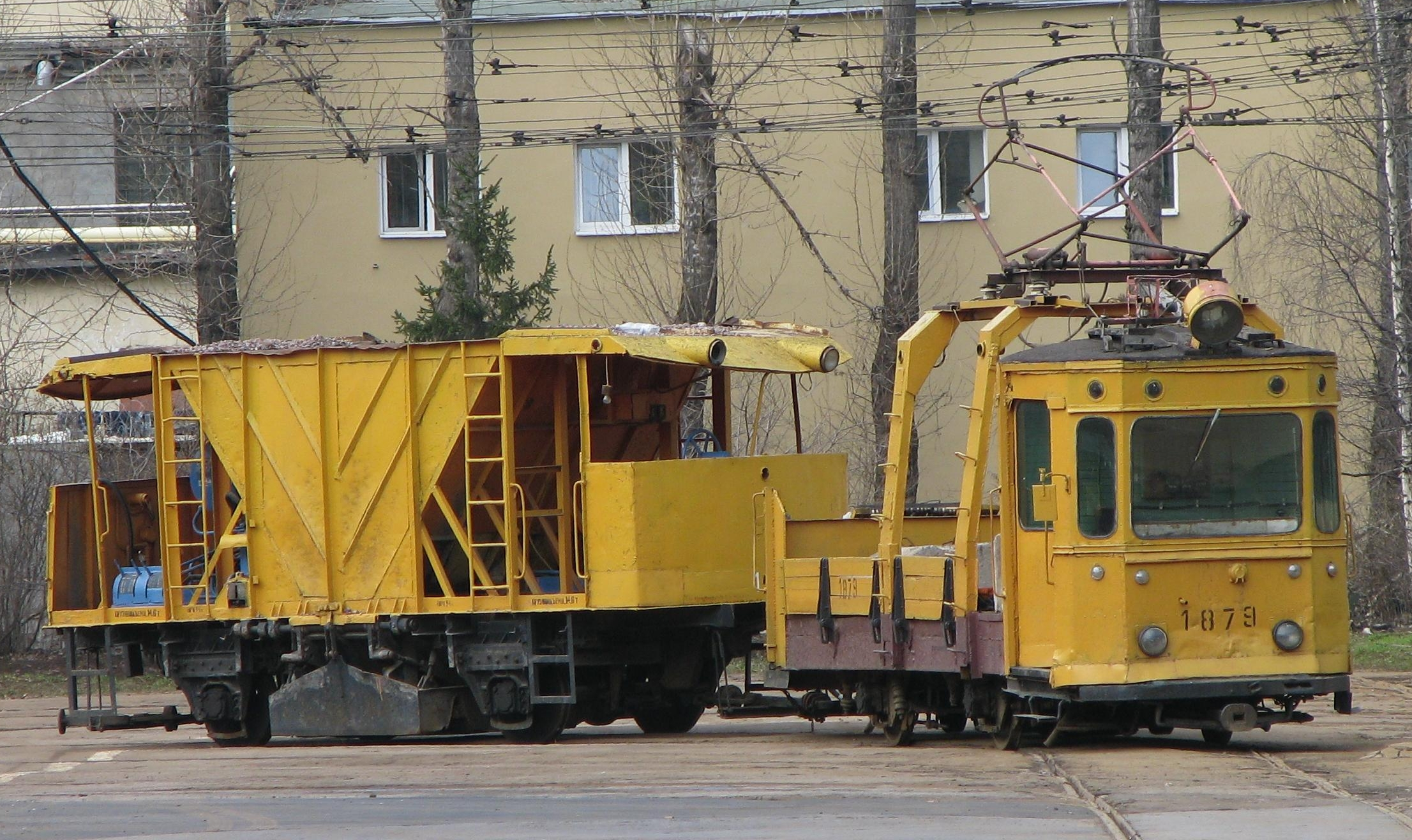
Вантажний трамвай з вагоном-дозатором

До 1997 року трамвайна мережа Санкт-Петербурга використовувалася не тільки для пасажирських перевезень, але і для вантажних.
До розпаду СРСР вантажні трамваї в Ленінграді були масовим явищем: існував спеціалізований вантажний трамвайний парк (ім. Красуцького) поряд з ТП-1 на території Гарячого Поля (на Московському проспекті південніше Обвідного каналу). Експлуатувалося близько сотні моторних вагонів і сотні причіпних платформ. Рухомий склад переважно був двоосьовим, але з 1960-х років також з'явилися чотиривісні вантажні платформи з поворотними візками на основі візків списаних «американок» «ЛМ-33/ЛП-33».
Причина інтенсивного розвитку вантажного трамвайного руху полягає в специфіці топографії Санкт-Петербурга, розташованого на островах дельти Неви, куди важко або практично неможливо підвести під'їзні залізничні колії. Майже всі великі і багато середнього розміру промислових підприємств, а також багато залізничних станцій в межах міста мали трамвайні колії, які заходили у вантажні двори. Перевезення здійснювалися як між підприємствами (наприклад, мідний прокат із заводу «Красний Виборжець» на Виборзькій стороні на завод «Севкабель» на Васильєвському острові), так і між підприємствами і вантажними залізничними станціями.
Поруч з парком імені Красуцького існував гейт трамвайної і залізничної мереж. Головний трамвайний в'їзд до вантажного двору залізничної станції Санкт-Петербург-Варшавський був з боку Обвідного каналу, на схід від Варшавського вокзалу (поруч з колишньою кінцевою станцією «Варшавський вокзал»). Усередині вантажного двору залізничної станції існувала розгалужена трамвайна мережа.
Інша перевалка вантажів відбувалася на правому березі Неви, в районі Уткиної заводі: до залізничної станції «Нева» підходила вантажна лінія. Крім того, всі підприємства Василівського острова, Петроградської сторони і багатьох інших районів обслуговувалися переважно вантажними трамваями.
Велетенські Бадаєвські склади були важливим трамвайним вантажним терміналом із заїздом по Заозерній і Київській вулицях.
Балтійський завод взагалі мав не тільки зовнішню вантажну колію, яку демонтували на початку XXI століття, але й цілу внутрішню вантажну трамвайну мережу, залишки якої ще можна бачити в районі Косої і Кожевенної ліній Васильєвського острова).
Послугами вантажних трамваїв користувалися не тільки такі промислові гіганти, як завод «Вулкан», завод Калініна, завод «Більшовик», Ленінградський металевий завод, а й порівняно скромні кондитерські, прядильні і паперові фабрики. Балтійський завод досі має сполучення із залізничною мережею за допомогою порома від залізничної станції «Новий Порт» на Гутуєвському острові.
Обслуговування підприємств вантажними трамваями було припинено в Санкт-Петербурзі в 1997 році. Останнім підприємством, що обслуговувалося, був «Севкабель», що має базу на правому березі Неви на території вантажної станції «Нева».
Кілька екземплярів вантажного трамвая збереглися в Музеї міського електричного транспорту і Служби колії.